# Хе, Рики
Рики Хе (англ. Ricky He, род. 2 декабря 1995, Ванкувер, Британская Колумбия) — канадский-китайский актёр. Он известен своей ролью Кенни Лю в сериале ужасов «Извне».

## Биография
Он родился в Ванкувер, Британская Колумбия, после того, как его родители эмигрировали из Китай в начале 1990-х годов. В средней школе он посещал драматическую программу, а после ее окончания поступил в Университет Британской Колумбии. После трехлетнего изучения психологии в UBC он покинул университет, чтобы продолжить актерскую карьеру.

## Карьера
В интервью он заявил, что именно на концерте Джон Ледженд в Ванкуверском театре Орфеум он понял, что хочет продолжить выступления, актерское мастерство и пение. На телевидении Рики появлялся в сериалах «Флэш» канала CW, «Сосны» канала Fox, «По ту сторону» канала Freeform, «Секция Ромео» канала CBC, «Методом проб и ошибок» канала NBC, «Хороший доктор» канала ABC и «Волшебники» канала Syfy. Он также появился в телевизионных фильмах «Рождественское соло» (2017), «Подарок на память» (2017), «Похоже на Рождество» (2016) и «Размытие» (2018).

## Фильмография
| Год       |    | Русское название                          | Оригинальное название                   | Роль                        |
| --------- | -- | ----------------------------------------- | --------------------------------------- | --------------------------- |
| 2016      | с  | Второй шанс                               | Second Chance                           | Китайский мальчик-подросток |
| 2016      | с  | Флэш                                      | The Flash                               | Покровитель №1              |
| 2016      | с  | Сосны                                     | Wayward Pines                           | Рвотный резидент            |
| 2016      | ф  | Похоже на Рождество                       | Looks Like Christmas                    | Доставщик пиццы             |
| 2016      | с  | Секция Ромео                              | The Romeo Section                       | ПА №2                       |
| 2017      | с  | Волшебники                                | The Magicians                           | Первокурсник                |
| 2017      | ф  | Подарок на память                         | A Gift to Remember                      | Джош                        |
| 2017      | ф  | Рождественское соло                       | Christmas Solo                          | Генри                       |
| 2018      | ф  | Размытие                                  | Blurt                                   | Президент шахматного клуба  |
| 2018      | с  | По ту сторону                             | Beyond                                  | Санитар №2                  |
| 2018      | с  | Методом проб и ошибок                     | Trial & Error                           | Тайлер                      |
| 2018      | тф | Чумовая пятница                           | Freaky Friday                           | Адам                        |
| 2018      | ф  | Никто не скажет                           | No One Would Tell                       | Гас                         |
| 2018—2020 | с  | Хороший доктор                            | The Good Doctor                         | Келлан Парк                 |
| 2018      | с  | Миллион мелочей                           | A Million Little Things                 | Дон                         |
| 2018      | с  | Стрела                                    | Arrow                                   | Тони                        |
| 2020      | тф | Руководство для няни по охоте на монстров | A Babysitter's Guide to Monster Hunting | Джеспер Хуанг               |
| 2021      | тф | История Золушки: Звездный удар            | A Cinderella Story: Starstruck          | Кенни                       |
| 2021      | тф | Согреваюсь с тобой                        | Warming up to You                       | Мэтт                        |
| 2022      | с  | Извне                                     | From                                    | Кенни Лю                    |